# ソンズ
ソンズ株式会社（英:SONZ Corporation）は、鳥取県鳥取市に本社があるシステムインテグレーター。

## 概要
主に地方公共団体、企業、ポータルサイト、ブログ等にシステム・ソリューションの提供を行っている。

## 沿革
- 1996年9月　ソンズホームとして創業。
- 2000年7月4日　ソンズ株式会社に改組。

## 事業所一覧
- 本社
  - 鳥取県鳥取市滝山443番地10
- アイサイト事業部
  - 鳥取県鳥取市若葉台南七丁目5番1号（鳥取県産業振興機構ビル）
- 東京オフィス
  - 東京都中央区日本橋兜町9-5（A-1兜町ビル605）